# 阮福洪倢
阮福洪倢（越南语：／，1840年3月14日—1863年8月15日），越南阮朝绍治帝第十八子，生母才人陳氏森。
明命二十一年二月十一日（1840年3月14日），阮福洪倢在順化京城出生。年少好學。嗣德十二年（1859年）二月，受封為美祿郡公（越南语：／）。嗣德十六年七月初二日（1863年8月15日），阮福洪倢去世，壽二十四歲，諡敦慎，葬於承天府香水縣居正總楊春社。嗣德二十年（1867年），列祀展親祠。咸宜元年（1885年）秋，入祀親勳祠。

## 子女
阮福洪倢有1女。本房獲御賜斗字部起名。